# Washington/Wabash (métro de Chicago)
Washington/Wabash est une station du métro de Chicago sur le côté est de l'Union Loop et se trouve entre Washington Street et Madison Street sur Wabash Avenue dans le secteur financier du Loop (Downtown Chicago).
La station se situe à proximité de la prestigieuse Michigan Avenue, du Marshall Field's, du Chicago Cultural Center, de Grant Park, du Millennium Park et de la Millennium Station ou une correspondance avec le Metra est possible.

## Histoire
La station a ouvert le 31 août 2017. Son ouverture sur le réseau résulte de sa consolidation avec les stations Madison/Wabash et Randolph/Wabash (cette dernière fut démolie). Le projet a été entrepris par le ministère des Transports de Chicago connu sous le nom de Chicago Department of Transportation (CDOT). La construction de la station a coûtée 75 millions de dollars et a commencé en 2015 après la fermeture de Madison/Wabash en mars 2015 et s'est achevée en août 2017.
En 2018, la nouvelle station a reçu un prix d'excellence de l'American Institute of Architects, chapitre de Chicago.

## Services aux voyageurs

### Desserte
Cinq lignes desservent la station : la ligne brune dans le sens inverse des aiguilles d’une montre sur la voie extérieur du Loop et par les lignes mauve (en heure de pointe), orange, rose dans le sens horaire sur la voie intérieure du Loop et la ligne verte circulant dans les deux sens.

## À proximité

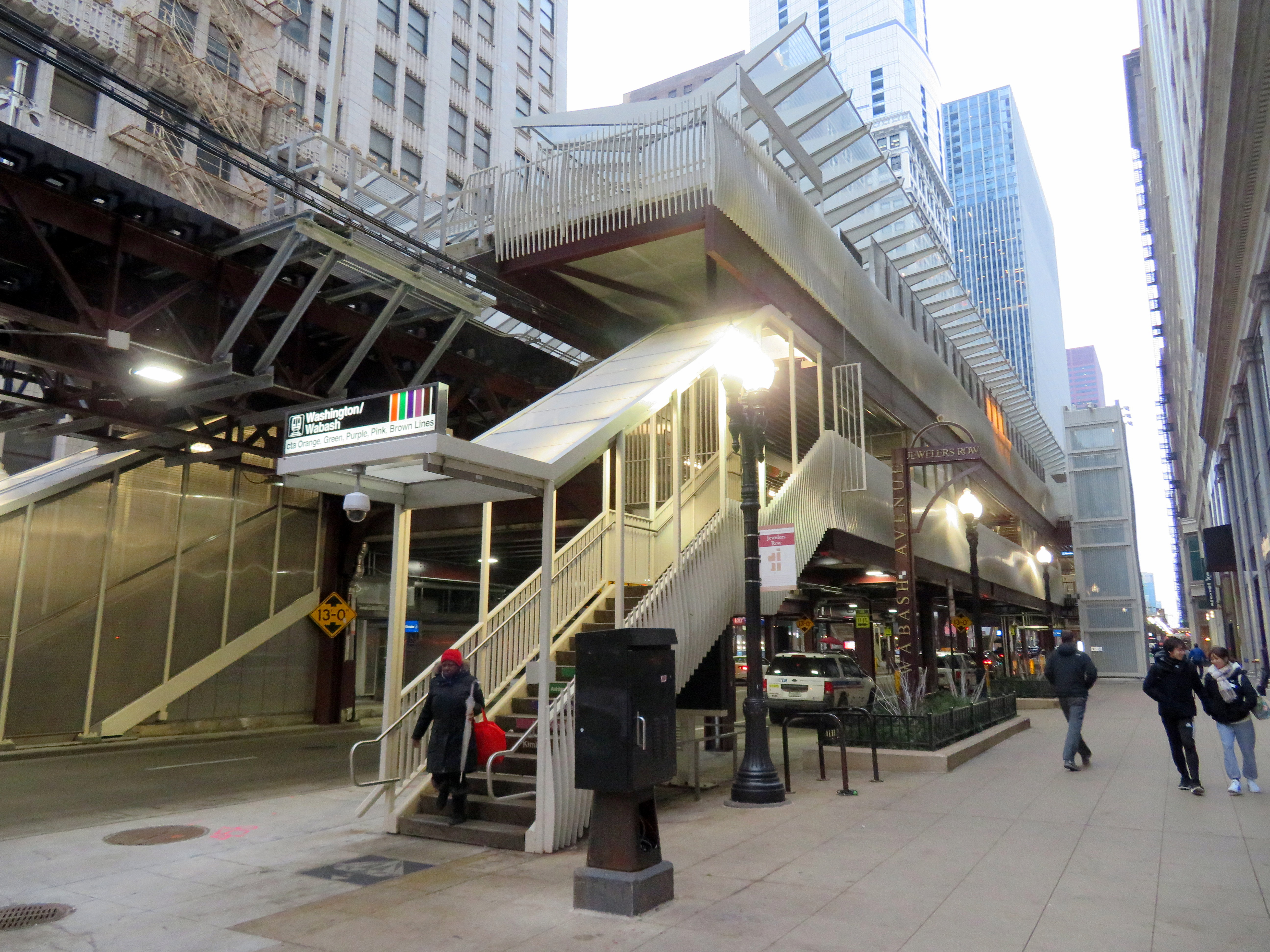
Entrée de la station.